# Tanzbär

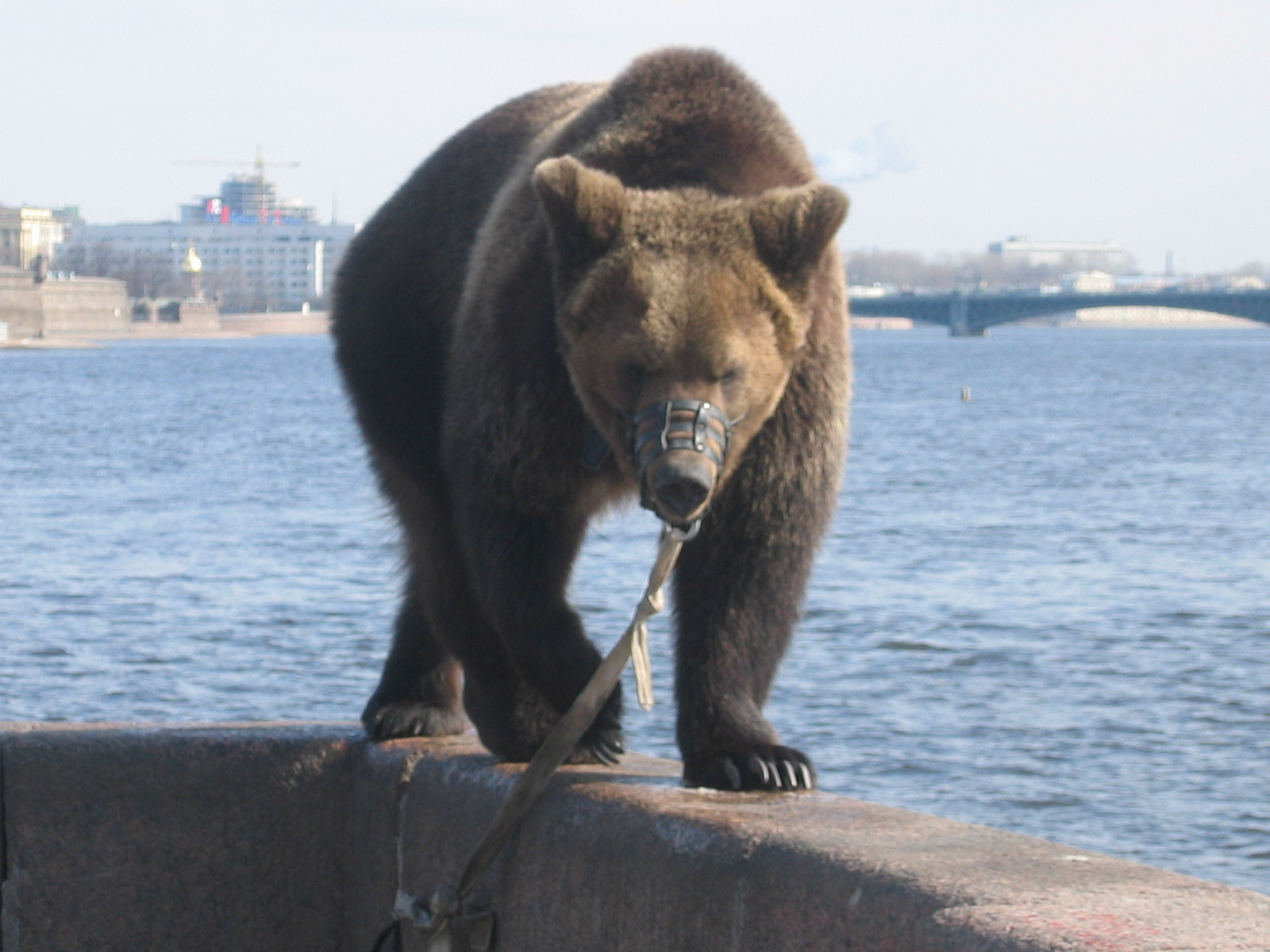
Braunbär für Vorführungen in Sankt Petersburg

Ein Tanzbär ist ein Bär, der dressiert wurde, auf Kommando tanzähnliche Bewegungen auszuführen. Vorführungen mit abgerichteten Braunbären auf öffentlichen Plätzen und für geschlossene Gesellschaften waren in Europa vom Mittelalter bis in die ersten Jahrzehnte des 20. Jahrhunderts üblich. Die nahezu überall als Tierquälerei verbotene Praxis gibt es heute noch vereinzelt in Südost- und Osteuropa und mit Lippenbären in Indien.

## Geschichte

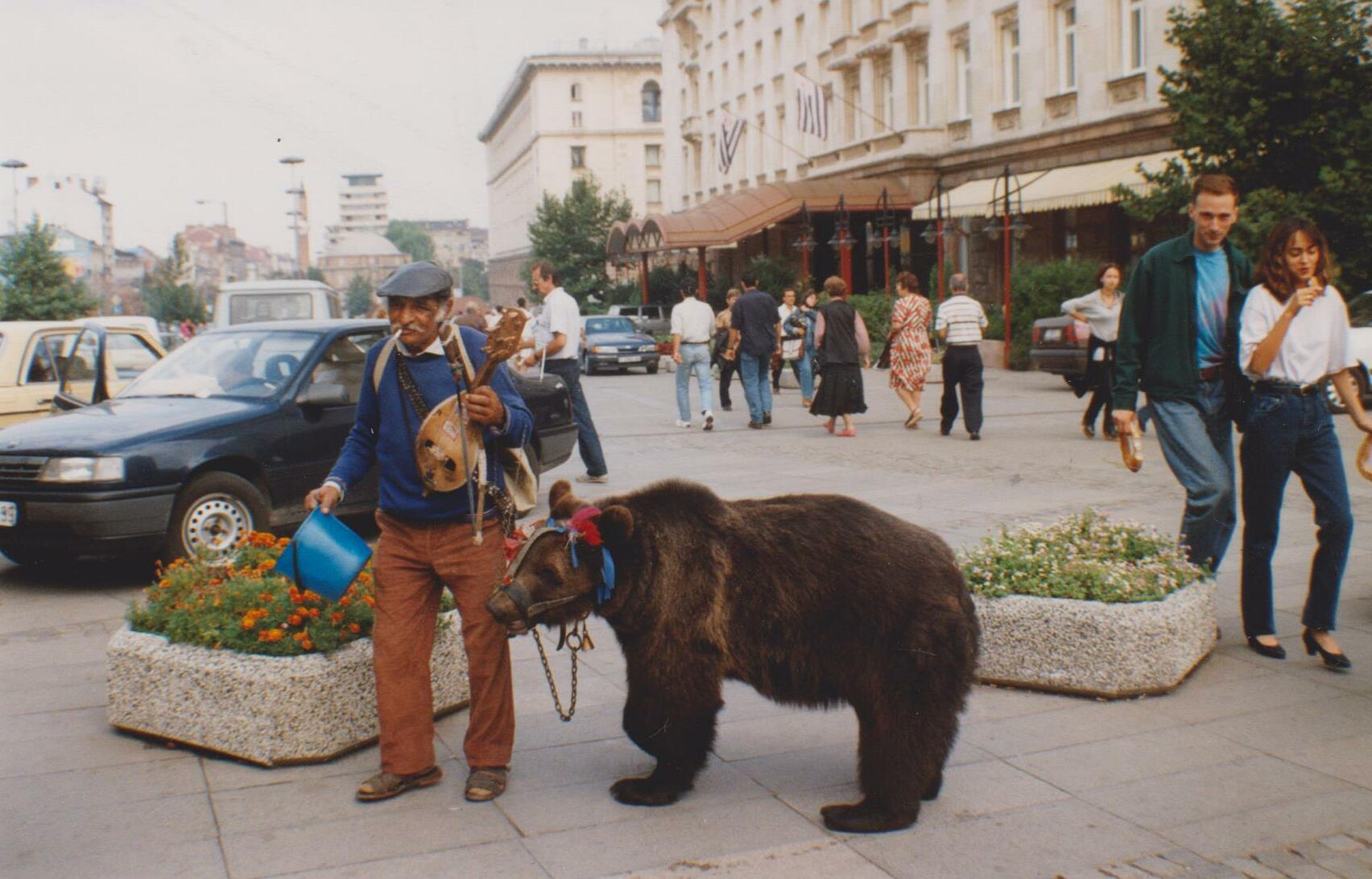
Tanzbärenhalter spielt Gadulka. Sofia 1994

Seit der Mittelsteinzeit sind Bären in Jagdritualen verehrt und gezähmt worden. Ihre magische Bedeutung kommt in zahlreichen nordeuropäischen und nordasiatischen Mythen zum Ausdruck. In Finnland gab es die Vorstellung, dass der Bär nur deshalb angreift, weil in ihn die Seele eines bösen Menschen gefahren ist. In Sibirien wurde die Klugheit des Bären damit erklärt, dass ein Mensch sich in ihn verwandelt habe. Jakuten und andere sibirische Jägervölker betrachteten den Bären als Waldgeist. Trommelnde Schamanen bereiteten die Jagd auf ihn vor. Nur Männer durften sein Fleisch verzehren, wobei seine Knochen sorgfältig gesammelt und hoch an einem Baum oder auf einem Holzgestell im Wald abgelegt werden mussten. Es gab zahlreiche Völker um das nördliche Polargebiet, die einen Bärentanz aufführten: in Nordamerika etwa die Algonkin, Tlingit und Kwakiutl, im Norden Fennoskandinaviens die Samen und in Sibirien die Jakuten, Tschuktschen und Jukagiren. Beim Bärentanz kleideten sich die Männer in das Bärenfell oder zogen sich zumindest die Bärenkopfhaut über, um eine Einheit von Mensch und Tier herzustellen. Manche nordamerikanische Indianer führten Bärentänze mit Bärenfellmasken bis in die Zeit der Kolonisierung auf.
In der mittelalterlichen christlichen Kunst galten Bären als mit dem Teufel verbundene Bestien. Die in Europa seit der Antike überlieferte und im gesamten Mittelalter durch schriftliche Quellen und Abbildungen belegte Zurschaustellung von dressierten Bären lebt aus der Vorstellung von der Gefährlichkeit des wilden Tieres, das durch etwas so Sanftes wie Musik bezwungen wird und eine Transformation von einem magisch-animalischen zu einem kulturellen Wesen mitmacht. Tatsächlich beruht der vermeintliche Tanz des Bären zur Musik auf einer Täuschung des Publikums, auf die es ebenso der indische Schlangenbeschwörer anlegt, der einer tauben Kobra auf dem Blasinstrument Pungi vorspielt.
Auf Konsulardiptychen der oströmischen Konsuln Areobindus (506) und Anastasius (517) sind Bären zu sehen, die von Gauklern und Akrobaten gereizt werden. Mit langen Stangen überspringen die Akrobaten die angreifenden Bären. Eine Zeichnung von Hans Burgkmair von 1493 zeigt einen aufrecht stehenden Tanzbären, der sich mit seiner linken Tatze auf einen Stock stützt, an den er mit seinem Maulkorb gekettet ist, während die rechte Tatze schlaff herunterhängt. Das Wappen des Malers zierten zwei Bärenköpfe. Sein Werk ist typisch für die damalige Vorliebe für Genreszenen. Burgkmairs Motiv wiederholte der Graphiker Hans Weiditz, der 1513 einem Holzschnitt den Titel „Fahrendes Volk mit Tanzbär“ gab und 1521 den Buchstaben K aus dem Kinderalphabet von Augsburg mit einem Tanzbären illustrierte. Dieser auf einen Stock gestützte Tanzbär taucht noch um 1650 auf einem anonymen Kupferstich auf, der in Iohannes Ionstonus, Historia Naturalis de Quadrupedibus, enthalten ist. Hier dirigiert ein Tanzbärenführer in einem römischen Gewand zwei Bären an Ketten: einen stehenden mit Stock und einen sitzenden, der einen Hut zwischen seinen angewinkelten Vorderpranken hält. Sogenannte Zuchtstäbe, die mit dem Nasenring oder der Halskette des Bären verbunden sind, gehörten zu einer vermutlich alten Tradition der Bärenführer, die im Mittelalter und in Osteuropa bis in die heutige Zeit verbreitet war. Ein Holzschnitt in einem Werk des schwedischen Bischofs Olaus Magnus von 1555 zeigt litauische Tanzbären, die mit „Zuchtstäben“ an Nasenringen geführt werden.

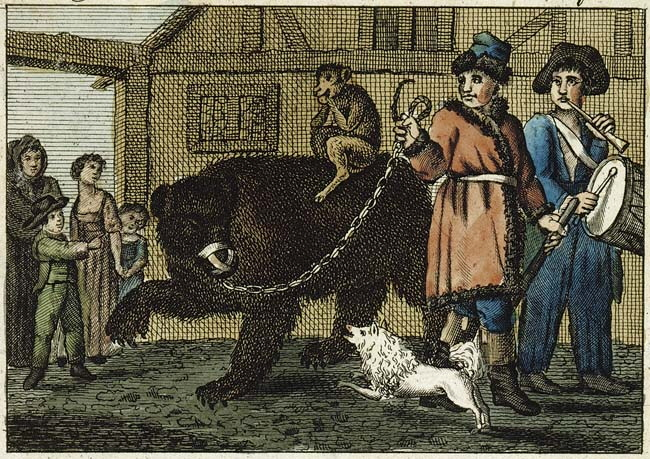
Tanzbär. Deutsche Schulbuchillustration von 1810

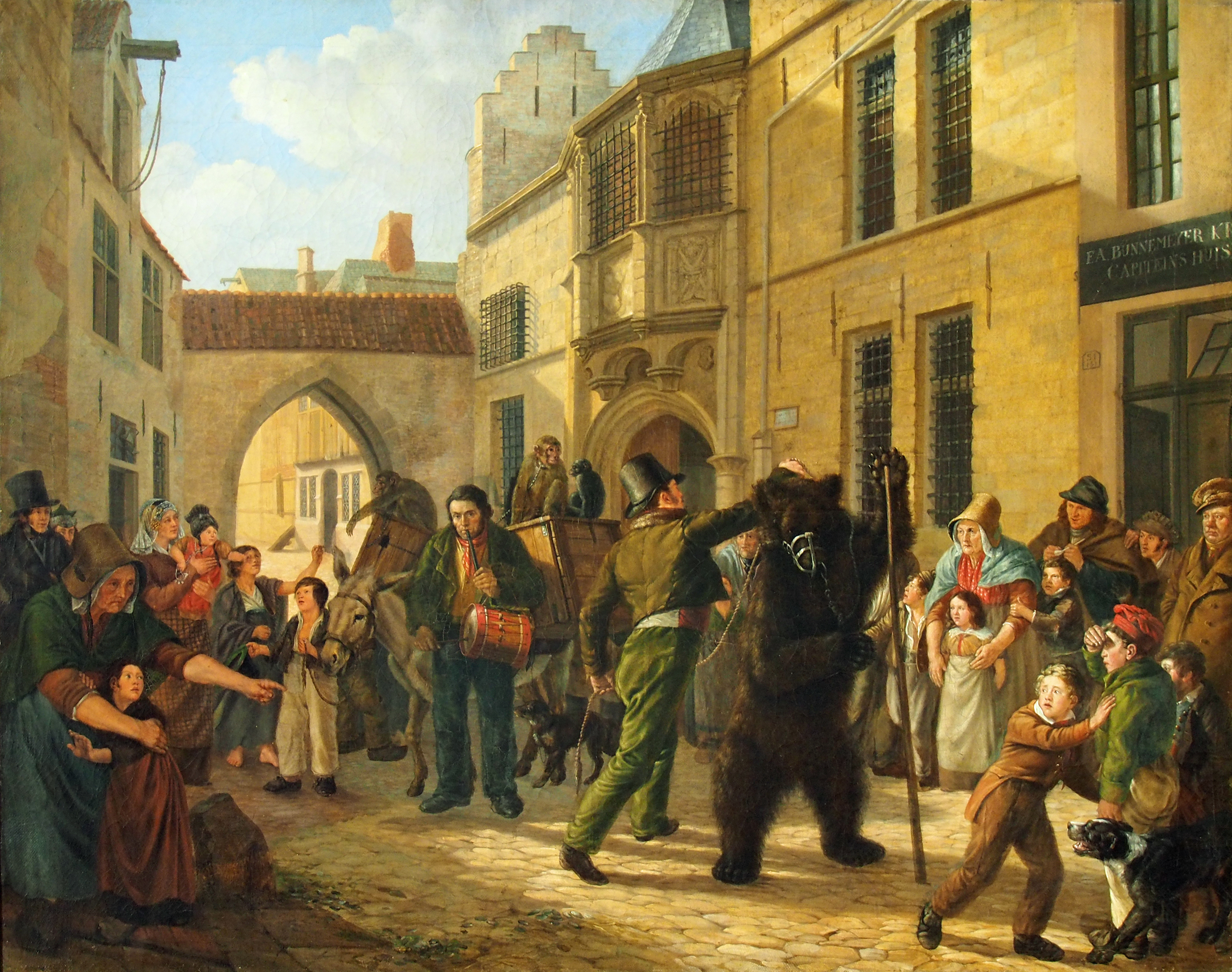
Friedrich Preller d. Ä.: Bärentreiber in Antwerpen. (1824). Begleitet von Musiker mit Tabor und Einhandflöte. Museum Weimarer Stadtschloss

Die mittelalterlichen Tanzbärenhalter waren fahrende Schausteller, die mit ehrlosen Trickspielern, Seiltänzern und Spaßmachern eine kaum geachtete bunte Truppe bildeten und für wenige Tage in einer Stadt auftauchten. Dressierte Hunde, Affen oder Kaninchen wurden in derselben Weise vorgeführt. Neben der Unterhaltungsbettelei vor einfachen Leuten durften Aufführungen auch in Rathäusern und vor Adligen am Hof stattfinden. Dies geht aus dem altfranzösischen, Ende des 11. Jahrhunderts entstandenen Rolandslied hervor, wie aus der altschwedischen Thidrekssaga aus dem 13. Jahrhundert. In letzterer Erzählung näht der Spielmann Isung den Helden Vildiver, der einen Bären erlegt hat und nun dessen Fell mit sich trägt, in ebendieses Fell ein. So treten sie als Tanzbärengespann auf, damit sie unerkannt zum Wilzenkönig Osantrix vorgelassen werden und ihn töten können.
In Russland traten die Skomorochen als Gaukler und Bärenführer seit dem 11. Jahrhundert auf. Genaueres über sie ist seit dem 16. Jahrhundert aus Erlebnisberichten westeuropäischer Reisender zu erfahren, die sich in Moskau aufhielten. Der österreichische Gesandte Siegmund Freiherr von Herberstein (1486–1566) sah 1526 auf einer seiner Reisen, wie in einem besonders kalten Winter Bärenführer mit ihren Tieren erfroren waren und am Wegesrand liegen blieben. Am Hof des russischen Großfürsten wurde er mit anderen Botschaftern zu einem Haus eingeladen, in dem mehrere Bären eingesperrt waren, die einzeln herausgelassen und vorgeführt wurden. Adam Olearius (1599–1671) schreibt in seiner 1656 veröffentlichten Vermehrte Newe Beschreibung Der Muscowitischen und Persischen Reyse über „Bärendäntzer“, die mit „Comedianten“ und „Bierfidlern“ unterwegs waren. Im 16. Jahrhundert reisten in Deutschland besonders Polen als Tanzbärenhalter umher. In den Ratserlässen mehrerer Städte, darunter Nürnberg, wird darüber berichtet. Festgehalten ist, welche Entlohnung die Polen in den Trinkstuben von Leipzig (1585) und Rothenburg ob der Tauber (1597) und im kaiserlichen Schloss in Linz (1732, 1735) erhielten. Eine Konkurrenz zu den umherziehenden Polen und Ungarn stellten seit Anfang des 15. Jahrhunderts die aus dem Balkan kommenden Roma dar. Im 19. Jahrhundert kamen viele Tanzbärenführer aus der Gegend von Jakobstadt im Herzogtum Kurland und Semgallen. Jakobstadt war damals für das Trainieren von Bärenführern bekannt. In der historischen Landschaft Samogitien (heute in Litauen) galten Bärenführer und Juden als mit magischen Kräften begabt. Um das Vieh zu verzaubern, legten dort Bärenführer Bärenhaare unter die Türschwelle, heißt es in einer Beschreibung von 1902.
Die üblichen Begleitinstrumente des Bärentanzes waren Trommeln wie die Rahmentrommel Daira in Rumänien und Pfeifen. Daneben bliesen die Musikanten gebogene „trumeten“ (Trompeten) und das Platerspiel, eine einfache Form der Sackpfeife ohne Bordunrohr, aber mit schrillem Klang. Der mit einer Schnur an einem Nasenring geführte Bär musste dazu mit einer Peitsche angetrieben werden. Nach einem Flugblatt aus dem 16. Jahrhundert gab es damals schon einige Zeitgenossen, die einen solcherart vorgeführten Bärentanz als zwangvoll kritisierten. Neben Flugblättern, in denen die Ausnutzung abgerichteter Bären kritisiert wurde, erschienen bis ins 20. Jahrhundert auch die Tierquälerei verniedlichende Veröffentlichungen. So gehört etwa zu Robert Schumanns Zwölf vierhändigen Klavierstücken für kleine und große Kinder, Op. 85 ein Bärentanz und in der 1882 uraufgeführten Operette Der Bettelstudent von Carl Millöcker soll in einer in Krakau spielenden Marktszene ein Tanzbär auftreten.

## Dressur

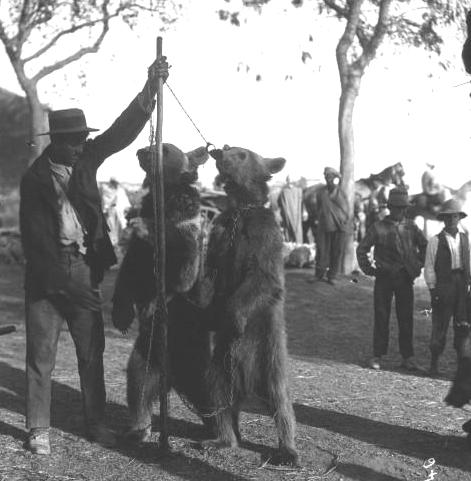
Zwei Bären am Nasenring. Camargue, 1921

Der Bär wird nach dem verhaltenspsychologischen Muster der Konditionierung dressiert: Während dem Bären Musik dargeboten wird, wird er mit einer erhitzten Eisenplatte, Stichen und anderen Qualen dazu gezwungen, einem vorgegebenen Bewegungsschema zu folgen. Nach abgeschlossener Dressur („Akquisitionsphase“) dient die Musik als „konditionierter Reiz“ der klassischen Konditionierung und löst das schmerzvermeidende Bewegungsschema aus, das durch die positive und negative Verstärkung mit der Eisenplatte konditioniert wurde. Zudem umkreisen in Gefangenschaft lebende Bären im Stand häufig die eigene Körperachse mit der Kopf- und Schulterpartie.

## Tierquälerei und Tierschutz
Zu den volkstümlichen Vergleichen mit Tierarten gehört: „Er bekommt Prügel wie ein Tanzbär.“ Die Dressur wird wegen des Einsatzes intensiver Schmerzreize und der Verletzungsgefahr als Quälerei betrachtet. Da Tanzbären darüber hinaus einen für sie schmerzhaften Nasenring tragen müssen und nicht art- und verhaltensgerecht untergebracht, ernährt und gepflegt werden, ist häufig der Tatbestand der Tierquälerei erfüllt. Tierschützer setzen sich daher für ein Verbot der Tanzbärhaltung und -dressur ein und versuchen, die oft kranken oder extrem verhaltensgestörten Tiere freizukaufen.
In Bulgarien ist die Dressurmethode seit 1998 verboten, es gibt sie aber immer noch, insbesondere bei den Roma-Familien; dort hat die Tanzbärenhaltung eine lange Tradition. Die Tierschutzvereinigung Vier Pfoten gründete 2000 den Tanzbärenpark Belitsa, der heute Bärenwald Belitsa heißt, in Beliza, in dem ehemalige Tanzbären und andere gerettete Braunbären auf bewaldeten Hügeln leben. Eine Auswilderung von Tanzbären ist nicht mehr möglich, weil die Bären zu wenig Scheu vor Menschen zeigen und nicht gelernt haben, sich in der Natur zu behaupten.

## Verbreitung

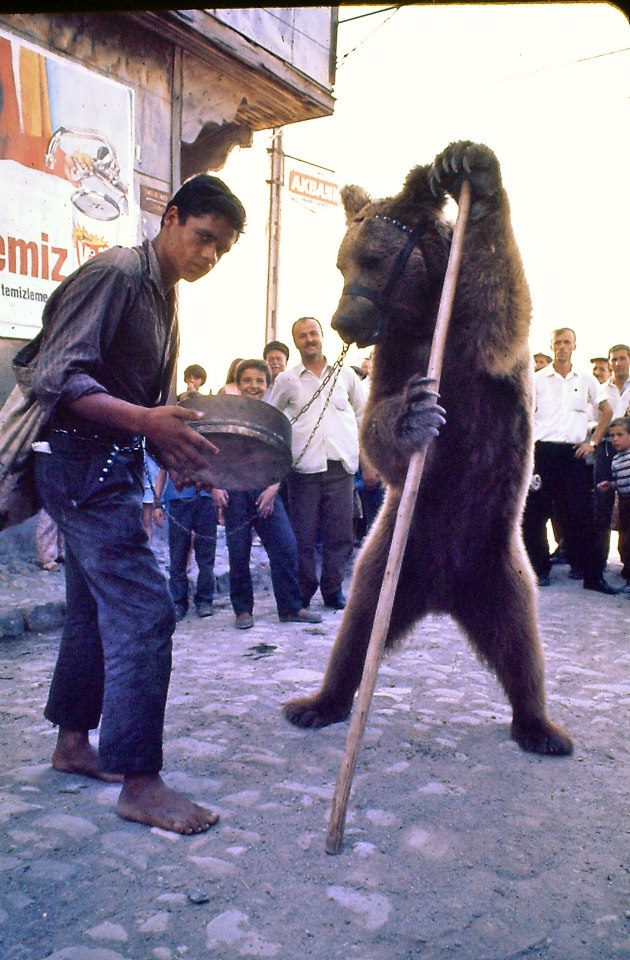
Ein Tanzbär um 1970 in Samsun. Sein Halter schlägt die Rahmentrommel Def.

Über Braunbären in deutschen Zirkussen wird nur noch äußerst selten berichtet, da keine Haltungsgenehmigungen mehr für Bären in Zirkussen ausgestellt werden. Nach mehreren Unfällen mit Bären, zuletzt im Jahr 2009, wurde dem Circus Universal Renz die weitere tierschutzrechtliche Genehmigung versagt.
In Europa gab es Tanzbären bis um die Jahrtausendwende unter anderem in Russland, Bulgarien, Rumänien, Serbien und in der Türkei. Dort dienten sie als Zirkusattraktion oder wurden von fahrenden Schaustellern auf der Straße vorgeführt, um Geld zu sammeln. Auch einige Veranstalter von Pauschalreisen und Kreuzfahrten in diese Länder hatten Vorführungen als Touristenattraktion 2005 noch im Angebot.
Am 21. Juni 2007 berichtete n-tv, dass die letzten drei Tanzbären Bulgariens nicht mehr in den Händen ihrer ehemaligen Besitzer sind. Die drei Bären wurden aus dem bulgarischen Gezowo in den 500 Kilometer entfernten Tanzbärenpark in Beliza gebracht, der von Vier Pfoten geleitet wird.
In Rumänien wurde bei der Stadt Brașov von der Tierschutzorganisation World Society for the Protection of Animals (WSPA) ein ähnliches Reservat wie in Beliza für Tanzbären und Bären aus nicht-artgerechter Haltung errichtet. In Rumänien ist die Tanzbärenhaltung und -vorführung gesetzlich verboten.
In Griechenland wurde Ende der 1990er-Jahre von der Nichtregierungsorganisation Arcturos ein Bärenrefugium im Dorf Nymfaio (Region Florina, Westmakedonien) eingerichtet, dort wurden mithilfe der Regierung alle Tanzbären des Landes untergebracht.
In Kroatien und Makedonien verschwand die Tanzbärendarbietung nach dem Zerfall Jugoslawiens. In Serbien ging sie in dieser Zeit stark zurück, wurde im Osten des Landes aber noch von Roma praktiziert. Nach Auskunft von Vier Pfoten wurde der letzte Tanzbär Serbiens 2018 in ein Schutzzentrum gebracht. In Albanien gab es Vier Pfoten zufolge 2015 noch rund 30 Bären, die in Käfigen gehalten und als „Restaurant-Bären“ zur Schau gestellt wurden, um Kunden anzulocken. Diese Zahl ist bis Anfang 2020 auf wenige Exemplare zurückgegangen.
Die in Indien und Sri Lanka beheimateten Lippenbären sind kleiner als Braunbären, sie werden jedoch wegen zahlreicher Angriffe auf Menschen gefürchtet. Berichten aus dem 18. und 19. Jahrhundert zufolge war in Indien vor allem die Schausteller- und Tänzerkaste der Nat mit der Vorführung von Bären, Affen und Schlangen (Schlangenbeschwörer) beschäftigt. 1998 wurde in Indien die Vorführung von Tanzbären verboten. Dennoch fällt es schwer, der sozialen Gruppe der Kalandars oder Madari, die in Indien Dressur und Vorführung von Lippenbären betreiben, eine alternative Lebensgrundlage anzubieten. Sie machen mit kleinen Sanduhrtrommeln auf sich aufmerksam und singen oder erzählen Geschichten.
Ende 2017 wurden die letzten beiden bekannten Tanzbären Nepals im Parsa-Wildreservat, das an den Chitwan-Nationalpark angrenzt, freigelassen. Daneben gibt es weitere Bärenschutzeinrichtungen, in denen ehemalige Tanzbären untergebracht wurden.
In Russland gibt es weiterhin Tanz- und Zirkusbären und auch eine Wandershow mit Eisbären.

## Tanzbären in der Kunst und populärer Kultur
In Christoph Ernst Steinbachs Vollständiges deutsches Wörterbuch Vel Lexicon Germanico-Latinum (Breslau, 1734, S. 66) wird für „Tanzbär“ die lateinische Entsprechung ursus gesticulatorius angegeben. Tanzbären sind geläufige Figuren in Fabeln des 18. Jahrhunderts. Ein verbreiteter Topos in den „Tanzbärfabeln“ des 18. und 19. Jahrhunderts ist der Freiheitsdrang des Tanzbären, der sich von seiner Kette losreißt, in die Natur flieht und dort vor Bären tanzt. Dahinter stehen literarische Antworten auf die Frage nach der Rolle, welche der Tanzbär in der Wahrnehmung der Betrachter einnimmt: Tanzt er freiwillig oder zeigt er einen aufgezwungenen Dressurakt? Der Dichter Johann Georg Bock (1698–1762) kleidete die Frage nach Freiheit und Unfreiheit 1743 in eine Fabel über „dumme“ Schweine, die sich „auf natürliche Weise“ (frei) bewegen, während der angeblich „kluge Bär“ in Tanzbewegungen nur seine Unfreiheit zum Ausdruck bringt.
Der Tanzbär ist der Titel einer Fabel von Gotthold Ephraim Lessing, der 1751 einen dressierten Bären zu den Artgenossen in den Wald zurückkehren lässt. Dort glaubt der Tanzbär, er präsentiere ein tolles Kunststück, wenn er vortanzt, was einem alten Bären jedoch als ein „Zeichen seines niederen Geistes und seiner Sklavengesinnung“ erscheint. Gedichte und Parabeln mit dem Titel Der Tanzbär verfassten ferner Christoph von Schmid, Christian Fürchtegott Gellert (1746) und Gottlieb Konrad Pfeffel (1789).
In Alexander Puschkins Verserzählung Die Zigeuner (1825/1827), die eine freie Lebensweise idealisiert, durchstreift eine Zigeunerfamilie die karge Landschaft Bessarabiens. Abends richten sie zwischen den Karren ihr Lager ein. Am Feuer wärmen sie sich und schmieden Eisen. Hinter dem Zelt liegt ein zahmer Bär, der manchmal zum Tanzen in die Dörfer geführt wird.
Heinrich Heine übernimmt in seinem 1843 erschienenen Versepos Atta Troll. Ein Sommernachtstraum die Thematik des freiheitsliebenden Bären, dem er – gemäß der alten Vorstellung – eine dem Wesen nach enge Verbindung zum Menschen unterstellt. Heines Tanzbär Atta Troll reißt sich von der Kette los, flieht zu seiner Höhle in den Bergen und tanzt dort vor seinen Jungen. Wie Lessing versteht Heine den freiwilligen Dressurakt als Sklavengesinnung – der Bär kann seine Dressur nicht abschütteln – und wendet die Fabel ins Politische, um das Verhältnis des deutschen Adels zu den Bürgern zu kritisieren. Im Kinderbuch Das Tanzbärenmärchen von Ulrich Mihr und dem darauf basierenden vierteiligen Marionettenspiel der Augsburger Puppenkiste (1984) spielen die Tanzbärenführer Jakob und Luigi sowie deren Gefährten, die Tanzbären Atta und Mumma Troll, die Hauptrollen. Die Geschichte enthält zahlreiche Anspielungen auf Heines Werk und bezieht die traurige Realität der Tanzbärendressur mit ein: Immer wieder wird angedeutet, wie den Bären das Tanzen „beigebracht“ wurde und trotz des positiven Endes bildet der Umstand, dass die Bärenführer in einem bestimmten Moment bereit wären, ihre Bären für genug Geld zu verkaufen, woraufhin diese ihr Vertrauen verlieren, einen großen Konfliktpunkt. Auch bei Mihr ist der Tanzbär aufgrund der Dressur und seiner beschränkten Intelligenz auf die ihm zugedachte Rolle fixiert, obwohl er, wie er sagt, eigentlich frei sein könnte und lieber bei seinen Brüdern im Wald leben würde. Peter Dickinsons Jugendbuch Tanzbär (englisches Original The Dancing Bear, 1972) erzählt von der Flucht des Sklaven Silvester, der Tanzbärin Bubba und des Heiligen Johannes im 6. Jahrhundert. Egal wo sie sind, die Bärin ist darauf fixiert zu tanzen, sobald Musik erklingt.
Mehrere Tiergeschichten des rumäniendeutschen Schriftstellers Otto Alscher handeln von Bären, darunter Der Tanzbär und sein Führer (erstmals 1933 veröffentlicht). Darin reflektiert der Bär seine erlittenen Qualen und zuletzt findet er in die Wildnis zurück.
Ein als Tanzbär verkleideter Mensch spielt eine Rolle in Smetanas komischer Oper Die verkaufte Braut. In Bühnenaufführungen von Wilhelm Hauffs Erzählung Das Wirtshaus im Spessart und im gleichnamigen Film von 1958 führt ein singender Gaukler mit Tanzbär durch die Handlung.
Eine deutsche Folkband in den 1970er Jahren nannte sich Tanzbär. Die ursprüngliche Bezeichnung der Goldbären der Firma Haribo war Tanzbären.
In einer Geschichte der Sendung mit der Maus mit Käpt’n Blaubär kommt die Darstellung von Tanzbären ebenfalls nicht gut weg: Käpt’n Blaubär erzählt seinen Enkeln, die erfreut erzählen, dass sie Zirkuskarten geschenkt bekommen haben, von seinen furchtbaren Erinnerungen, als er und Hein Blöd von einem Zirkusdirektor gekidnappt wurden: Er wurde gezwungen, als Tanzbär zu arbeiten; Hein Blöd musste als „Watschenheini“ für die Clowns herhalten.